# Manteo (indumentaria)
Manteo (del latín, mantellum, manto) puede designar dos tipos de prendas utilizadas históricamente en España:
1. Un modelo de capa larga con cuello derecho y bastante estrecho, que usaban los eclesiásticos sobre la sotana y en siglos pasados los estudiantes y letrados.[1]
2. Una prenda de ropa de bayeta o paño que llevaban las mujeres de la cintura abajo, ajustada y solapada por delante.[2]

## Manteo como capa

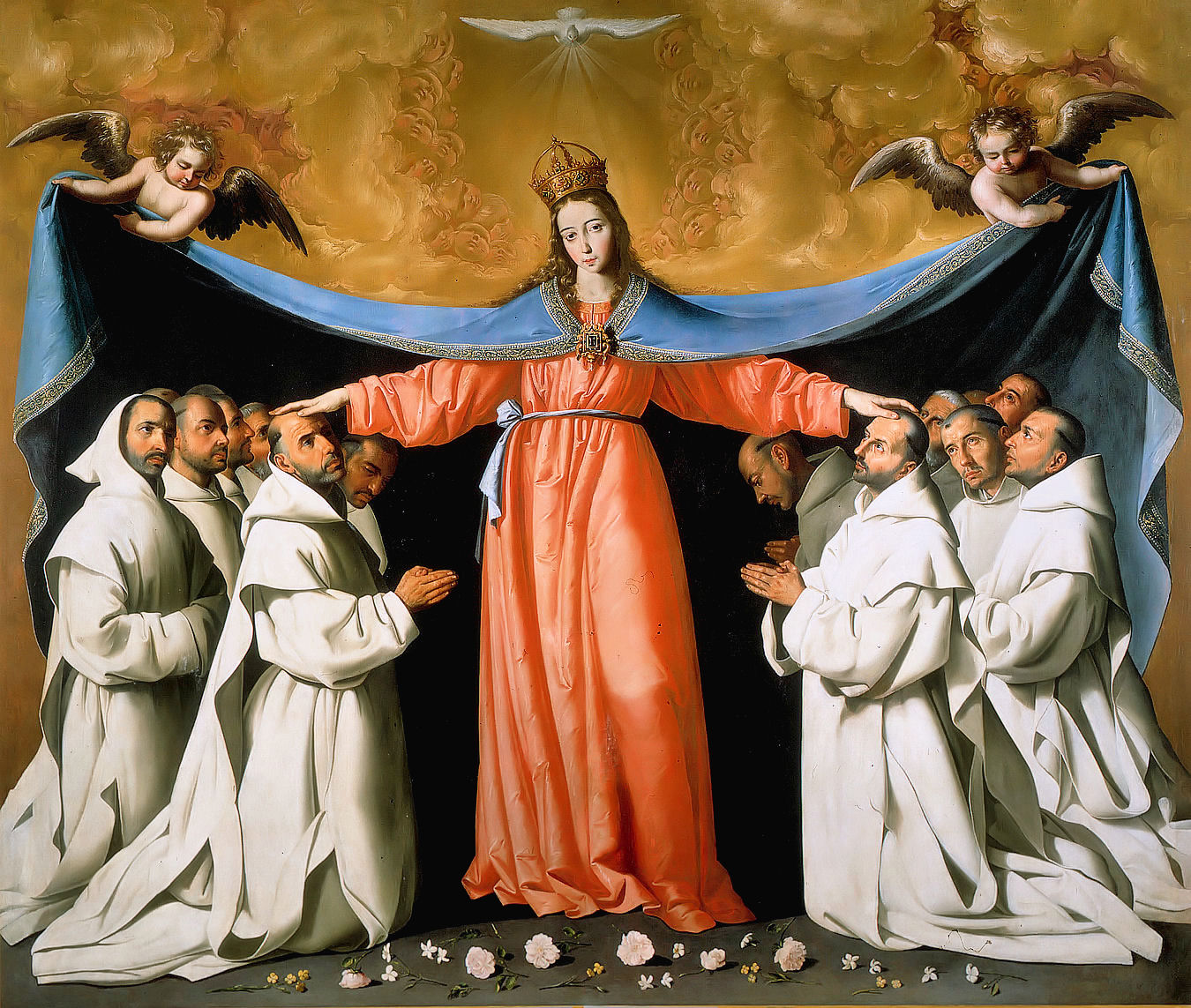
El amplio manteo clerical de la Virgen de las Cuevas, pintada por Francisco de Zurbarán entre 1644 y 1655.

El manteo es una de las prendas que formaban el uniforme del estudiante -los llamados ‘hábitos’- hasta su abolición en el siglo xix, compuestos de loba (especie de sotana), bonete y manteo. El manteo era la prenda de abrigo por excelencia que se ponía sobre la loba. Consistía en una capa gruesa sin esclavina que se ataba al cuello mediante cordones que pendían de un cintillo; por lo general se adornaba en su parte inferior por una franja de paño. Debido al uso de esta prenda, los estudiantes recibieron genéricamente el apelativo de manteístas. Algunas imágenes conservadas los representan con el manteo enrollado a su cuerpo cruzando una de sus puntas por encima del hombro, como se hace con otros tipos de mantos y capas largas. El manteo siguió usándose por el clero español como parte del traje talar de calle, en lugar del «ferraiolo» de origen romano. Aunque sigue formando parte de la vestimenta clerical, se suele reservar para ocasiones de etiqueta.

## Manteo como falda
El manteo es una prenda de vestir usada por las mujeres a modo de saya, un tipo de falda abierta por detrás y atada con cintas o cuerdas a la espalda. Puede llegar a estar confeccionada con tela de calidad y adornada con cintas de terciopelo, y colocarse sobre los refajos o zagalejos. Ha pasado a formar parte de los trajes típicos de algunas provincias españolas entre ellas, León y Salamanca y en el sur de Asturias.